# Ren (ägyptische Mythologie)
Ren bedeutet in Altägyptisch Name.
Der Name einer Person hatte im Alten Ägypten eine besondere Bedeutung. Bei der Geburt erhielten Kinder meist zwei Namen: Den ersten Namen kannte nur die Mutter (er war der eigentliche Name eines Menschen). Mit ihm wurde, so die Vorstellung, die Person im Himmel gerufen. Mit dem zweiten Namen hingegen wurden im Diesseits das Kind und der spätere Erwachsene gerufen.
Verhängte man einen Zauber über eine Person, so war dieser erst wirksam, wenn er den „echten“ Namen enthielt. Die Göttin Isis hieß auch „Sie, die alle Namen kennt“ – niemand konnte sich ihrer Magie entziehen. Der Name gehörte wie der Schatten oder Schut zum Wesen eines Menschen, wurde teilweise sprachlich sogar mit dessen Seele gleichgesetzt und war somit auch einer der Bestandteile des Totenkultes. „Wessen Name ausgesprochen wird, der lebt“, so der altägyptische Glaube. Wessen Name dagegen aus den Inschriften getilgt wurde, der sollte damit am Weiterleben im Jenseits gehindert werden, wie etwa im Fall der Hatschepsut und des Echnaton. Diese „Auslöschung des Andenkens“ wurde später mit dem lateinischen Begriff Damnatio memoriae bezeichnet.